# العلاقات التركية الماليزية
العلاقات التركية الماليزية هي العلاقات الثنائية التي تجمع بين تركيا وماليزيا.

## مقارنة بين البلدين
هذه مقارنة عامة ومرجعية للدولتين:
| وجه المقارنة                                              | تركيا         | ماليزيا       |
| --------------------------------------------------------- | ------------- | ------------- |
| المساحة (كم2)                                             | 783.56 ألف    | 330.29 ألف    |
| عدد السكان (نسمة)                                         | 80.14 مليون   | 31.62 مليون   |
| الكثافة السكانية (ن./كم²)                                 | 102.28        | 95.73         |
| العاصمة                                                   | أنقرة         | كوالالمبور    |
| اللغة الرسمية                                             | اللغة التركية | لغة ماليزية   |
| العملة                                                    | ليرة تركية    | رينغيت ماليزي |
| الناتج المحلي الإجمالي (بليون دولار)                      | 851.10 مليار  | 314.50 مليار  |
| الناتج المحلي الإجمالي (تعادل القوة الشرائية) بليون دولار | 1.57 تريليون  | 817.43 مليار  |
| الناتج المحلي الإجمالي الاسمي للفرد دولار أمريكي          | 9.12 ألف      | 9.77 ألف      |
| الناتج المحلي الإجمالي للفرد دولار أمريكي                 | 19.79 ألف     | 25.64 ألف     |
| مؤشر التنمية البشرية                                      | 0.761         | 0.779         |
| رمز المكالمات الدولي                                      | +90           | +60           |
| رمز الإنترنت                                              | .tr           | .my           |
| المنطقة الزمنية                                           | ت ع م+03:00   | ت ع م+08:00   |

## مدن متوأمة
في ما يلي قائمة باتفاقيات التوأمة بين مدن تركية وماليزية:
- ترتبط أنقرة مع كوالالمبور باتفاقية توأمة منذ 1990.
- ترتبط إسطنبول مع جوهر بهرو باتفاقية توأمة منذ 1989.

## منظمات دولية مشتركة
يشترك البلدان في عضوية مجموعة من المنظمات الدولية، منها:
| علم المنظمة | اسم المنظمة                               | تاريخ انضمام تركيا | تاريخ انضمام ماليزيا |
| ----------- | ----------------------------------------- | ------------------ | -------------------- |
|             | بنك التنمية الآسيوي                       | 1991               | 1966                 |
|             | وكالة ضمان الاستثمار متعدد الأطراف        | 3 يونيو 1988       | 6 ديسمبر 1991        |
|             | الأمم المتحدة                             | 24 أكتوبر 1945     | 17 سبتمبر 1957       |
|             | الفريق المعني برصد الأرض                  | ?                  | ?                    |
|             | منظمة التعاون الإسلامي                    | 25 سبتمبر 1969     | ?                    |
|             | منظمة حظر الأسلحة الكيميائية              | ?                  | ?                    |
|             | منظمة التجارة العالمية                    | 26 مارس 1995       | ?                    |
|             | منظمة الشرطة الجنائية الدولية             | ?                  | ?                    |
|             | مؤسسة التنمية الدولية                     | 22 ديسمبر 1960     | 24 سبتمبر 1960       |
|             | يونسكو                                    | 4 نوفمبر 1946      | 16 يونيو 1958        |
|             | الاتحاد البريدي العالمي                   | ?                  | ?                    |
|             | البنك الدولي للإنشاء والتعمير             | 11 مارس 1947       | 7 مارس 1958          |
|             | المنظمة الهيدروغرافية الدولية             | ?                  | ?                    |
|             | الاتحاد الدولي للاتصالات                  | 1866               | 3 فبراير 1958        |
|             | مؤسسة التمويل الدولية                     | 19 ديسمبر 1956     | 20 مارس 1958         |
|             | المركز الدولي لتسوية المنازعات الاستشارية | 2 أبريل 1989       | 14 أكتوبر 1966       |

## أعلام
هذه قائمة لبعض الشخصيات التي تربطها علاقات بالبلدين:
- حسين أون (سياسي ماليزي، 12 فبراير 1922[22][23] – 28 مايو 1990)
- عون بن جعفر (سياسي ماليزي، 12 فبراير 1895 – 19 يناير 1962[24])
- هشام الدين حسين (سياسي ماليزي، 5 أغسطس 1961 – )

## وصلات خارجية
- موقع وزارة الخارجية التركية
- موقع وزارة الخارجية الماليزية